# 2002-es magyar labdarúgókupa-döntő
A 2002-es magyar labdarúgókupa-döntő mérkőzését 2002. május 1-jén játszották a győri ETO Stadionban.

## Út a döntőig
A Haladás NB IB-s csapatként a kupaszereplést a megyei selejtezőben kezdte meg, ahonnan nem jutott tovább. Az NB IB győzteseként a kupa kiírása alapján  indulhatott a főtáblán.
Az eredmények az adott csapat szempontjából szerepelnek.
| Újpest FC                | Újpest FC                    | Újpest FC                    | Újpest FC                    | Szakasz                     | s.Oliver-Haladás FC          | s.Oliver-Haladás FC          | s.Oliver-Haladás FC          | s.Oliver-Haladás FC          |
| ------------------------ | ---------------------------- | ---------------------------- | ---------------------------- | --------------------------- | ---------------------------- | ---------------------------- | ---------------------------- | ---------------------------- |
| –                        | –                            | –                            | –                            | megyei selejtező 4. forduló | Hegyhátszentjakab (megye II) | 6–0 (i)                      | 6–0 (i)                      | 6–0 (i)                      |
| –                        | –                            | –                            | –                            | megyei selejtező 5. forduló | Répcelak (NB III)            | 2–2 (i)                      | 2–2 (i)                      | 2–2 (i)                      |
| –                        | –                            | –                            | –                            | 1. forduló                  | –                            | –                            | –                            | –                            |
| Kisújszállás SE (NB III) | 3–1 (i)                      | 3–1 (i)                      | 3–1 (i)                      | 2. forduló                  | Gellénháza (megye I)         | 8–1 (i)                      | 8–1 (i)                      | 8–1 (i)                      |
| Ferencvárosi TC (NB I)   | 1–1 tizenegyesekkel: 4–1 (i) | 1–1 tizenegyesekkel: 4–1 (i) | 1–1 tizenegyesekkel: 4–1 (i) | 3. forduló                  | Celldömölki VSE (NB IB)      | 3–1 (o)                      | 3–1 (o)                      | 3–1 (o)                      |
| BKV Előre SC (NB IB)     | 3–2 (o)                      | 3–2 (o)                      | 3–2 (o)                      | Nyolcaddöntő                | Rákospalotai EAC (NB IB)     | 1–1 tizenegyesekkel: 4–2 (i) | 1–1 tizenegyesekkel: 4–2 (i) | 1–1 tizenegyesekkel: 4–2 (i) |
| Matáv Sopron (NB I)      | 2–0 (o)                      | 2–0 (o)                      | 2–0 (o)                      | Negyeddöntő                 | Győri ETO FC (NB I)          | 0–0 tizenegyesekkel: 3–2 (o) | 0–0 tizenegyesekkel: 3–2 (o) | 0–0 tizenegyesekkel: 3–2 (o) |
| Lombard FC (NB IB)       | 2–2 tizenegyesekkel: 4–2 (i) | 2–2 tizenegyesekkel: 4–2 (i) | 2–2 tizenegyesekkel: 4–2 (i) | Elődöntő                    | Dunaferr (NB I)              | 3–2 (i)                      | 3–2 (i)                      | 3–2 (i)                      |

## A döntő előtt
A Haladás - Újpest Magyar Kupa döntőre ellenkező előjelel készülődtek a csapatok. A fővárosi lila-fehérek a legutóbbi bajnoki mérkőzésen hazai pályán meglepő 3-2-es vereséget szenvedtek a Videotontól, míg a kiesés ellen menekülő szombathelyiek bravúros, 2-2-es döntetlent értek el a bajnoki éremre pályázó zalaegerszegiek otthonában.

## A mérkőzés
| 2002. május 1. 18:00 |

| Újpest FC                                                   | 2–1 h.u.        | s.Oliver-Haladás FC                                                 |
| ----------------------------------------------------------- | --------------- | ------------------------------------------------------------------- |
| Vágner 26' 120' Lőw 49' Posza 62' Poljaković 73' Tamási 76' | (1–0, 1–1, 1–1) | Halmosi 74' Szekér 65' Filipovic 86' Japa Ricardo 96' Somfalvi 114' |

| ETO Stadion, Győr Nézőszám: 8 000 Játékvezető: Ábrahám Attila (magyar) Asszisztensek: Balajti János, Georgiou Grigorisz |

| Újpest FC | s.Oliver-Haladás FC |

| ÚJPEST FC:    |    |                   |          |
|               |    |                   |          |
| K             | 1  | Posza Zsolt       | 62'      |
| V             | 8  | Kunzo František   |          |
| V             | 3  | Luboš Kozel       |          |
| V             | 9  | Tamási Zoltán     | 76'      |
| V             | 24 | Szélesi Zoltán    |          |
| KP            | 17 | Erős Károly       |          |
| KP            | 27 | Korolovszky Gábor |          |
| KP            | 6  | Radek Slončík 67' |          |
| KP            | 14 | Lőw Zsolt         | 49'      |
| CS            | 23 | Tokody Tibor 100' |          |
| CS            | 10 | Robert Vágner     | 26' 120' |
| Cserék:       |    |                   |          |
| KP            | 7  | Dejan Poljaković  | 67' 73'  |
| CS            | 22 | Móri Tamás        | 100'     |
| Edző:         |    |                   |          |
| Glázer Róbert |    |                   |          |

| s.Oliver-Haladás: |    |                        |         |
|                   |    |                        |         |
| K                 | 12 | Takács Tamás           |         |
| V                 | 3  | Flávio da Silva Pim    | 67'     |
| V                 | 5  | Szekér István          | 65'     |
| V                 | 13 | Selymes Tibor          |         |
| KP                | 7  | Kaj András             |         |
| KP                | 14 | Somfalvi Csaba         | 114'    |
| KP                | 29 | Némethy László         | 46'     |
| KP                | 10 | Leandro de Almeida     |         |
| CS                | 20 | Fred Jose Freitas      | 55'     |
| CS                | 11 | Alex Jose De Paula     |         |
| CS                | 18 | Halmosi Péter          | 74'     |
| Cserék:           |    |                        |         |
| V                 | 21 | Juhász Tamás           | 46'     |
| CS                | 9  | Almir Filipovic        | 55' 86' |
| KP                | 24 | Ricardo Celestino Japa | 67' 96' |
| Edző:             |    |                        |         |
| Szentes Lázár     |    |                        |         |